# Glimmende franjeschildvoet
De glimmende franjeschildvoet (Chaetoderma nitidulum) is een schildvoetigensoort uit de familie van de Chaetodermatidae. De wetenschappelijke naam van de soort is voor het eerst geldig gepubliceerd in 1844 door Lovén.
Deze soort komt voor in het Boreale en Arctisch gebied. De glimmende franjeschildvoet is de enige vertegenwoordiger van de schildvoetigen die met zekerheid in het Nederlandse deel van de Noordzee voorkomt.